# قبلة (ألبوم)
قبلة هو ألبوم الأستوديو الثاني للمغنية الكندية كارلي راي جيبسن. صدر الألبوم في 14 سبتمبر 2012، من تسجيلات 604، سكولبوي و تسجيلات إنترسكوب. بعد ألبومها الأول تاغ أوف وار (2008)، الذي تمكن من الوصول إلى النجاح في كندا ولكن لم يصدر أبدا في باقي دول العالم، أصبح ألبوم قبلة أصبح أول ألبوم صدر عالميا. الأغاني في الألبوم من نوع نو-ديسكو، بوب الرقص، و بوب الشباب[6]، إستلهاما من ذا كارز، مادونا، و الفنان السويدي، روبن.

## روابط خارجية
- قبلة على موقع ميتاكريتيك (الإنجليزية)
- قبلة على موقع أول موفي (الإنجليزية)